# Милли Меджлис татарского народа
Милли Меджлис татарского народа (тат. Милли Мәҗлес) — татарская общественная и политическая организация, созданная в Казани в 1990-х годах. Некоторое время не действовала, но в 2008 году была восстановлена и 25 декабря 2008 года приняла Декларацию независимости Татарстана. Руководителем организации является Фаузия Байрамова.